# Saints-Innocents
Saints-Innocents var en kyrkobyggnad i Paris, helgad åt de heliga oskyldiga barnen i Betlehem. Kyrkan var belägen vid dagens Place Joachim-du-Bellay. 

## Historia
Kyrkan uppfördes under kung Ludvig VII (regent 1137–1180), som hyste en särskild vördnad för de oskyldiga barnen i Betlehem, vilka dödades på order av Herodes. Vid kyrkan anlades en kyrkogård – cimetière des Saints-Innocents.
På grund av sanitära skäl stängdes kyrkogården år 1785; året därpå revs kyrkan.

## Bilder
| - Saints-Innocents, här benämnd S⋅INOCENS, på Truschets och Hoyaus karta över Paris från år 1552. - Barnamorden i Betlehem. Målning av Pieter Brueghel den äldre. - Ludvig VII. |